# Draslajca
Draslajca (mazedonisch Драслајца; albanisch definit Drasllavica, indefinit Drasllavicë, im örtlichen albanischen Dialekt Drasllavëjca bzw. Drasllavëjc) ist ein Straßendorf im südlichen Teil der Gemeinde Struga in der Region Südwesten in Nordmazedonien. Der Ort hat 714 Einwohner (2021), die beinahe alle Mazedonier orthodoxen Glaubens sind.